# Gervásio de Bazoches
Gervásio de Bazoches, que também é conhecido como Gervaise (? - Damasco, maio de 1108), foi o príncipe da Galileia de 1105/1106 até sua morte. Nascido em uma família nobre francesa, migrou para a Terra Santa, onde o rei Balduíno I de Jerusalém o tornou senescal no início dos anos 1100 e o nomeou príncipe da Galileia em 1105/1106. Gervásio foi capturado durante uma invasão por Toguetequim, atabegue de Damasco, o qual ele executou depois que Balduíno I se recusou a rendição de três importantes cidades em troca da sua libertação.

## Primeiros anos

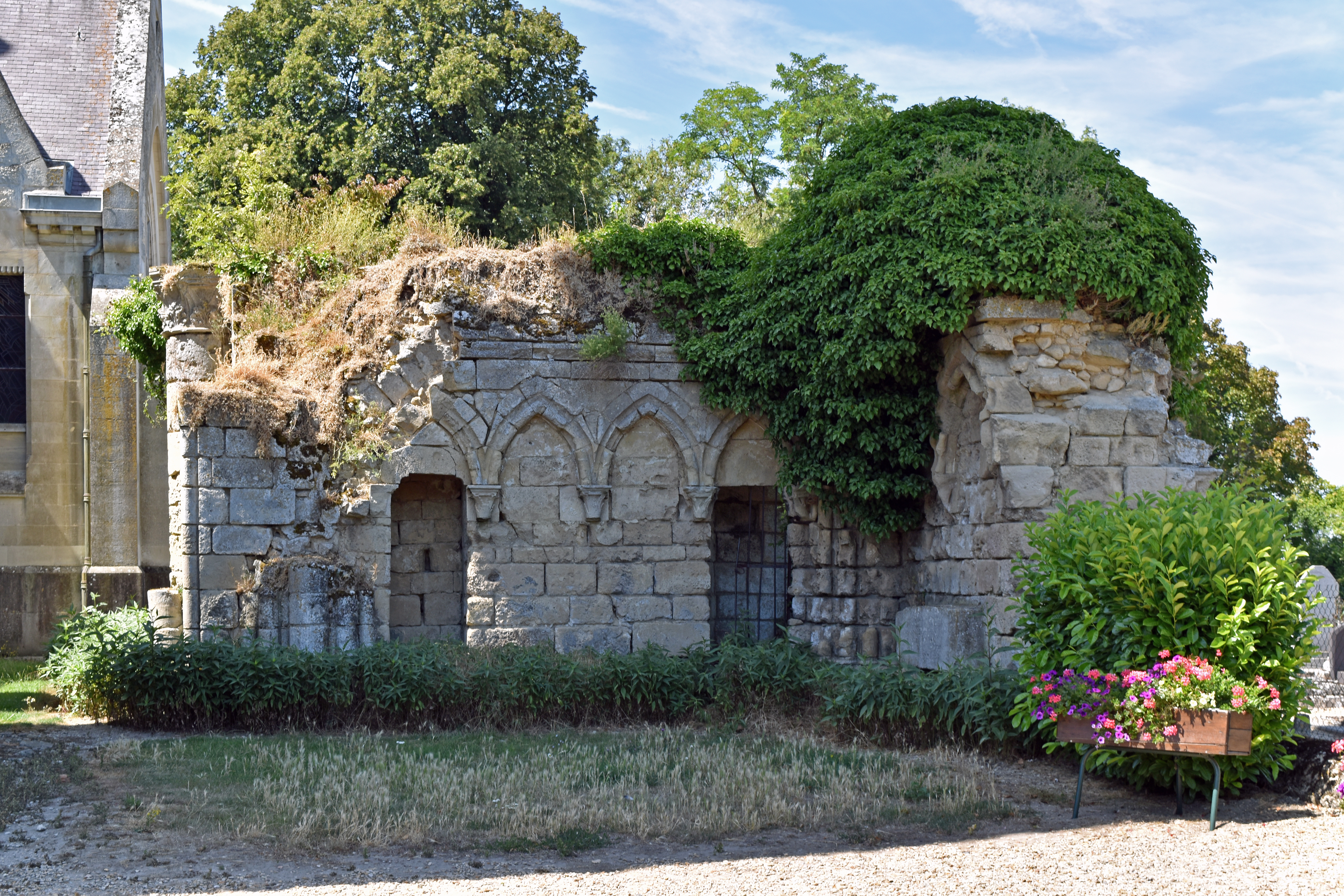
Ruínas da igreja de Mont-Notre-Dame

O contemporâneo Guiberto de Nogent descreveu Gervásio como um "cavaleiro ... de sangue nobre, do castelo de Basilcas em Soissons". Alberto de Aquisgrão se referiu a Gervásio como "um homem famoso e muito nobre que nasceu no reino do oeste da França". O irmão de Gervásio, Hugo, era senhor de Bazoches-sur-Vesles, uma vila perto de Soissons. Eles estavam relacionados aos senhores de Milly. Gervásio foi o advogado da igreja em Mont-Notre-Dame antes de se estabelecer na Terra Santa.